# DR3 (rete televisiva)
DR3 è un canale televisivo nazionale danese prodotto dal servizio pubblico DR. È stato lanciato il 28 gennaio 2013 rimpiazzando DR HD. La programmazione di DR3 è incentrata sullo sport, le scienze, la musica, i documentari e le fiction ed è rivolta ad un pubblico giovane e adulto di età compresa tra i 15 e i 39 anni.

## Loghi

Logo di DR3 dal 2013 al 2018